# Varanus finschi
Varanus finschi là một loài thằn lằn trong họ Varanidae. Loài này được Böhme, Horn & Ziegler miêu tả khoa học đầu tiên năm 1994.